# 桧山ありす
桧山 ありす（ひやま ありす、2007年9月20日 - ）は、福島県出身の女優、モデル。スターダストプロモーション所属。

## 人物
福島県出身。宮城県在住。
身長160cm。血液型A型。
趣味はイラストを描くこと、音楽を聴くこと。特技はサックス、手話、宮城弁。
小学館発行の雑誌「ぷっちぐみ」の2015年度オーディショングランプリに選ばれ、専属モデルとなる。
2019年、森﨑美月・藤岡舞衣・八木珠梨・大里菜桜・浦田聖愛・石原咲奈・あんなと共に『第8回ニコ☆プチモデルオーディション』グランプリを受賞。同誌の専属モデルとなった。

## 出演作品

### テレビドラマ
- 連続テレビ小説 / おむすび 第19週 - （2025年、NHK） - 曽根麻利絵
- ナンバーワン戦隊ゴジュウジャー 第20話（2025年、テレビ朝日） - 一河緒乙 / シンケンレッド

### 映画
- 片思い世界（2025年、東京テアトル）

### 雑誌
- 小学館 「ぷっちぐみ」（2015年）
- 新潮社 「ニコ☆プチ」（2020年 - 2021年）

### 広告
- パセオ（2022年）
- 京朋 「PETIT BLANC」（2022年 - 2023年）
- セシール 「cupop school」（2022年 - 2023年）
- 株式会社コロンビア・スポーツウェアジャパン 「PANACEA」（2023年）
- トンボ学生服（2024年）
  - 「2024-2025年 TOMBOW VARSITYMATE / TOMBOW Lulu Sweet」
  - 「VARSITYMATE」
- 学校法人片柳学園・日本工学院専門学校・日本工学院（2025年）

### MV
- ひかりのなかに 「ムーンライト」（2020年）
- ナナヲアカリ 「わかんないセブンティーン」ショートムービー（2024年）
- いきものがかり 「青のなかで」（2024年）

### イベント
- 星屑ガールズ演劇公演 夏（2021年 -  2024年、誰も知らない劇場）
- TGC teen ICHINOSEKI（2024年 - 2025年、一関ヒロセユードーム）

### 配信ドラマ
- SWIPEDRAMA「最弱無敗の転校生」（2024年） - 中村花